# Mike Foligno
Michael Anthony Foligno (* 29. ledna 1959, Sudbury, Kanada) je bývalý kanadský hokejový útočník.
Draftován byl v roce 1979 týmem Detroit Red Wings v prvním kole. V NHL odehrál za Detroit Red Wings, Buffalo Sabres, Toronto Maple Leafs a Floridu Panthers celkem 1018 zápasů v základní části a 57 v play-off. V základní části vstřelil 355 gólů a zaznamenal 372 asistencí. V play-off 15 gólů a 17 asistencí.
Kanadu třikrát reprezentoval na mistrovství světa (1981, 1986, 1987).
Po skončení hráčské kariéry pracuje jako hokejový trenér. Jeho synové Nick a Marcus jsou též lední hokejisté.